# Hrabstwo San Luis Obispo
Hrabstwo San Luis Obispo (ang. San Luis Obispo County) – hrabstwo w stanie Kalifornia w Stanach Zjednoczonych. Obszar całkowity hrabstwa obejmuje powierzchnię 3615,54 mil² (9364,2 km²). Według szacunków United States Census Bureau w roku 2009 miało 266 971 mieszkańców.
Hrabstwo powstało w 1850 roku. 

Na jego terenie znajdują się:
- miejscowości – Arroyo Grande, Atascadero, El Paso de Robles (Paso Robles), Grover Beach, Morro Bay, Pismo Beach, San Luis Obispo,
- CDP – Avila Beach, Blacklake, Callender, Cambria, Cayucos, Creston, Edna, Garden Farms, Lake Nacimiento, Los Berros, Los Osos, Los Ranchos, Nipomo, Oak Shores, Oceano, San Miguel, San Simeon, Santa Margarita, Shandon, Templeton, Whitley Gardens, Woodlands.